# Kloster Riechenberg

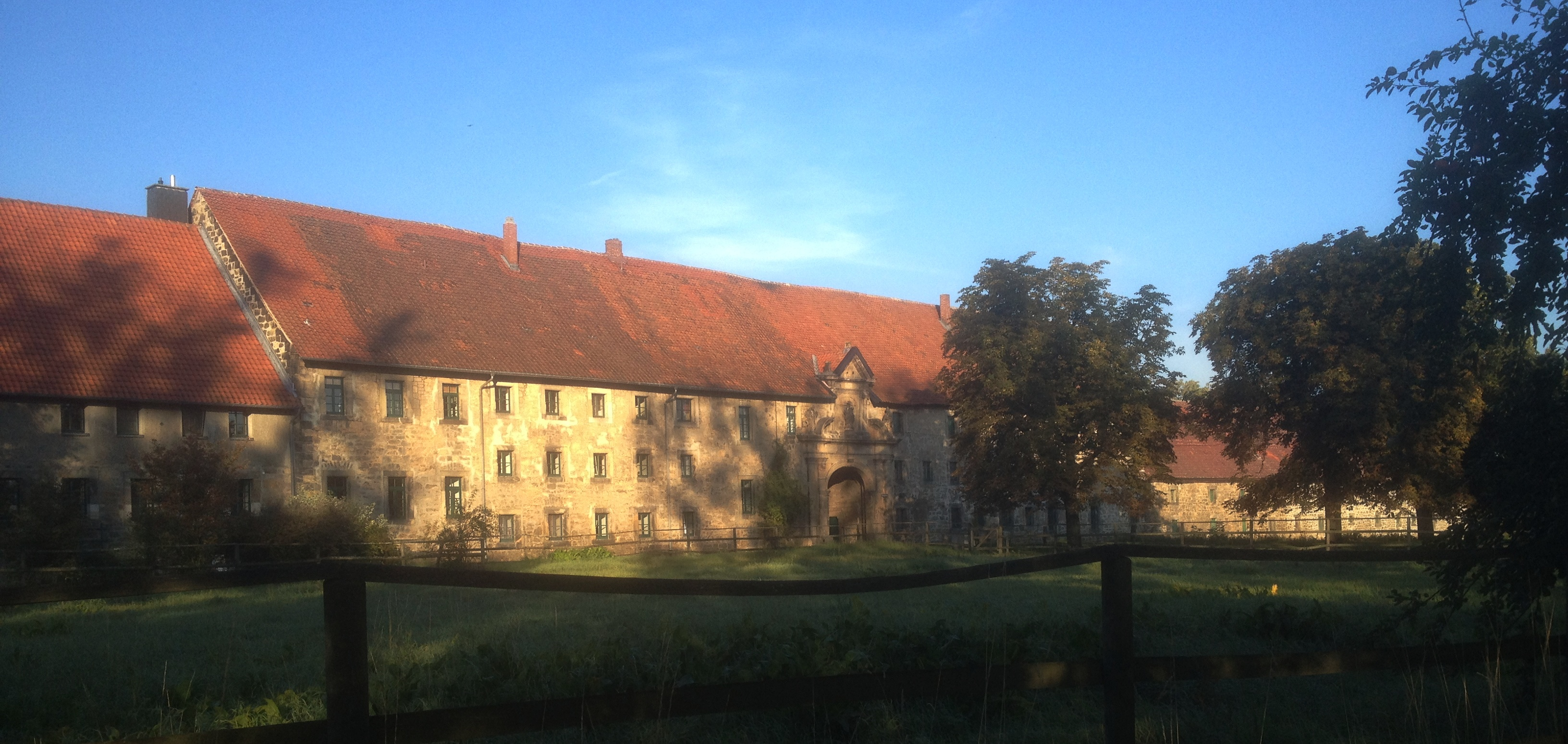
Ostflügel der ehemaligen Klosteranlage mit Barockportal

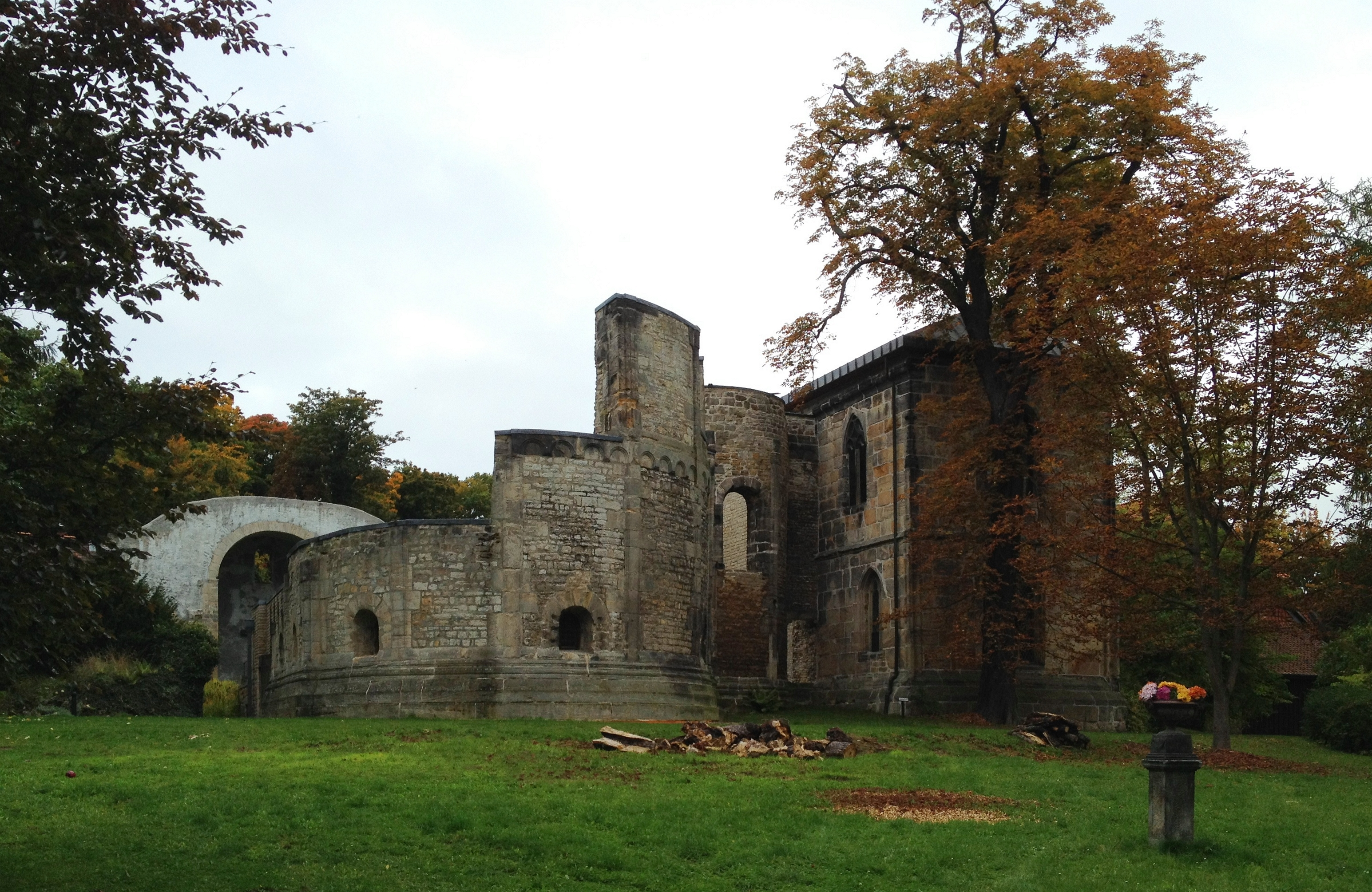
Ruine der Klosterkirche von Osten

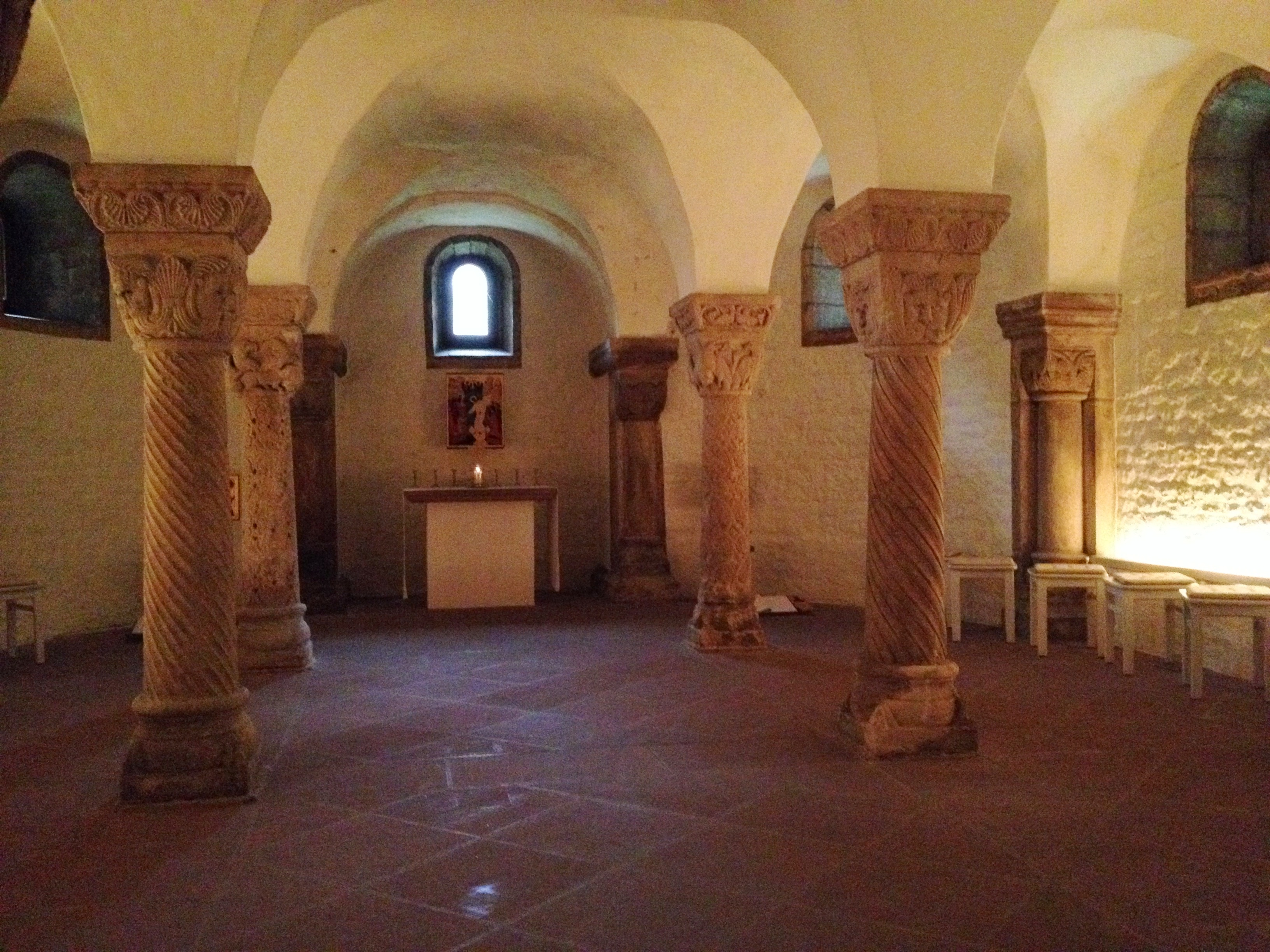
Krypta

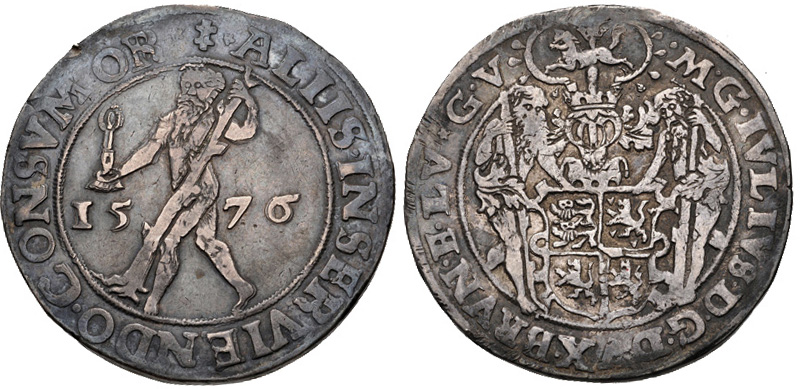
Lichttaler von 1576 aus der Münzstätte Goslar, die sich ab 1552 im Vitushof befand, der zum Kloster gehörte

Das Kloster Riechenberg ist eine historische Klosteranlage am westlichen Stadtrand von Goslar. Bedeutendster Gebäuderest ist die romanische Krypta der abgetragenen Stiftskirche. Das Klostergut untersteht der Klosterkammer Hannover. Im Kloster Riechenberg lebt die evangelische Bruderschaft Gethsemanekloster.

## Geschichte
Das Kloster mit dem Patrozinium der Gottesmutter Maria wurde 1117 gestiftet. Als Gründer werden Petrus, Subdiakon an St. Simon und Judas, sowie dessen Familie aus dem Goslarer Patriziat genannt, denen die Ländereien gehörten. Statt nach der Benediktsregel, wie ursprünglich vorgesehen, wurde das Kloster bald als Augustiner-Chorherren-Stift geführt. Unter dem bedeutenden Propst Gerhard (um 1126–1150) hatte Riechenberg überregionale Bedeutung. Gerhard war zugleich Propst von St. Georg Goslar und St. Peter und Paul Heiningen. Er reformierte Steterburg und gründete die Pfarrkirche in Hahndorf. Er stand in enger Beziehung zu Kaiser Lothar III. und später zu Heinrich dem Löwen, was dem Kloster Bedeutungs- und Gebietszuwachs verschaffte. Kurz vor seinem Tod 1150 war die bis heute erhaltene Krypta fertiggestellt, 1173 die gesamte Stiftskirche.
Die folgenden Jahrhunderte waren geprägt von weiterem Besitzzuwachs durch Stiftungen, aber auch von Konkurrenz und Streitigkeiten mit dem benachbarten Goslarer Georgsstift und von Misswirtschaft. 1278 beschädigte ein Brand die Gebäude. 1429 wurde Riechenberg der Windesheimer Reformkongregation angeschlossen, was eine neue wirtschaftliche und kulturelle Blüte bewirkte.
Als Folge der Hildesheimer Stiftsfehde wurde Riechenberg 1527 wie das Umland braunschweigisch. Herzog Heinrich II. baute die Klosteranlage zur Festung gegen die Reichsstadt Goslar aus und richtete in ihr eine Münzstätte ein. Im Jahr 1552, nach Unterzeichnung des Riechenberger Vertrages zwischen ihm und der Stadt Goslar, verlegte er die Münzstätte in den zum Kloster gehörenden Vitushof in Goslar (siehe dazu die Lichttaler). Nach Heinrichs II. Tod wurde Riechenberg 1569 lutherisch. Durch die Wiederherstellung des Hochstifts Hildesheim in den alten Grenzen kam Riechenberg 1643 wieder unter fürstbischöfliche Herrschaft, wurde rekatholisiert und erneut mit Windesheimer Chorherren besiedelt. In den folgenden Jahrzehnten erfolgte die Wiederherstellung der Gebäude und die Barockisierung der Innenausstattung.
Das Ende des Stifts verbindet sich mit dem Namen des Propstes Wilhelm de la Tour, dessen Amtszeit 1762 begann. Er war zugleich Propst des Goslarer Domstifts. Durch überdimensionierte Bauprojekte und verschwenderisches Hofleben ruinierte er die Finanzen Riechenbergs und überwarf sich gleichzeitig mit dem Konvent der Chorherren. 1774 entkam er den fürstbischöflichen Soldaten, die ihn verhaften sollten, und floh nach Hamburg. Das Kloster ließ er zahlungsunfähig zurück. Es wurde 1794 aufgelöst. Nur vier Chorherren blieben als Pfarrer und Lehrer in Riechenberg. Mit der Säkularisation von 1803 ging das Klostergut in preußischen, nach dem Wiener Kongress 1815 in hannoverschen Besitz über und wurde Teil des Hannoverschen Klosterfonds. Die barocke Kirchenausstattung wurde in die Goslarer Jakobikirche gebracht, die 1803 der katholischen Gemeinde übergeben worden war. 1816 brannte das Propsteigebäude nieder. 1818 wurde die romanische Stiftskirche zur Gewinnung von Baumaterial abgerissen.
1988 begann die Klosterkammer, Riechenberg für eine evangelische Bruderschaft und als Ort für Rüstzeiten herzurichten. Die noch vorhandenen Konventsgebäude wurden bewohnbar gemacht, die Reste der Stiftskirche konserviert, die Krypta bestandsschonend restauriert.

## Gebäude
Die romanische Krypta von Riechenberg zählt zu den schönsten ihrer Art in Norddeutschland. Sie ist eine dreischiffige Hallenkrypta mit reicher figürlicher Steinmetzarbeit an Säulen und Kämpfern.
Von der ehemaligen Stiftskirche sind Teile der West- und Nordwand, des nördlichen Querhausarms und des Chores erhalten. Die Sakristei ist als Kapelle ausgebaut.
Geführte Besichtigungen der Kirchenruine und der Krypta sind von Mai bis Oktober jeweils dienstags um 15 Uhr von der Pforte in der Südmauer (Rosenpforte) aus möglich (Stand 2015).